# SOY source

SOY source （ソイ・ソース）は、日本のアトリエ系建築設計事務所。2005年設立。

## 主な人物
- 櫻井一弥（さくらい・かずや、1972年-　）
  - 宮城県生まれ。
  - 1998年東北大学大学院修士課程修了。
  - 1998～99年類設計室。
  - 1999年伊藤邦明都市・建築設計事務所。
  - 2000～09年まで東北大学助手。
  - 2010年～東北学院大学准教授。

- 太田秀俊（おおた・ひでとし、1973年-　）
  - 宮城県生まれ。
  - 1998年東北大学大学院修士課程修了。
  - 1998から99年隈研吾都市建築設計事務所。
  - 2001から04年までノルムナルオフィス勤務。

- 安田直民（やすだ・なおたみ、1972年-　）
  - 東京都生まれ。
  - 1998年東北大学大学院修士課程修了。
  - 2001年イリノイ工科大学大学院修了。
  - 2001から04年までマーフィー・ヤーン・アーキテクト勤務。
  - 2004から2009年まで坂倉建築研究所勤務。

## 主な作品
- Y先生の家（2010年）
- 八幡平の山荘（2009年）
- 小田滋国際司法裁判所判事記念室（2009年）
- ドルクス動物病院（2009年）
- 澄心寺コンペ応募案（2008年）
- Ｓ博士の家（2008年）
- ギャラリートンチク（2007年）
- 日本バプテスト仙台基督教会（2007年）
- O博士の家（2006年）